# IT&Production
Die Fachzeitschrift IT&Production – das Industrie 4.0-Magazin für erfolgreiche Produktion ist ein deutschsprachiges Fachmedium, das IT-Systeme und industrietaugliche Hardware für die verarbeitende Industrie im Fokus hat. Im März 2000 erschien die erste Ausgabe der IT&Production. Herausgegeben wird die IT&Production bei der TeDo Verlag GmbH in Marburg. Heute ergänzen vier Wissen Kompakt-Ausgaben, diverse Newsletter, Social-Media-Aktivitäten sowie ein Online-Portal das Spektrum der Publikationen. Die Printausgabe ist auch digital verfügbar.
Zur Zielgruppe zählen Produktions- und Werksleitung, Geschäftsleitung, IT-Verantwortliche, Konstruktionsleitung. Weiter angesprochen werden Domänenexperten und -expertinnen für Instandhaltung, Automatisierung, Prozessoptimierung u. Ä. – sowie alle technikaffinen Menschen in Produktionsunternehmen.

## Rubriken und Themen
Das Themenspektrum ist im Vergleich zu vielen anderen Fachmedien der Branche groß, da zahlreiche Handlungsfelder der digitalen Transformation in der Produktionsindustrie abgebildet werden. Ein Schwerpunkt liegt auf MES- und MOM-Software, genauer auf Anwendungen zur Produktionssteuerung, dem Industrial IoT, Qualitätsmanagement und der Datenintegration von Automatisierungssystemen. Auch Informationen zu IT-gestützten Systemen für Montage- und Werkerassistenz, sowie Instandhaltung (bis hin zu Predictive Maintenance) finden sich in der IT&Production.
Eine weitere wichtige Säule sind Berichte über Enterprise Software, etwa für das Enterprise Resource Planning, Supply Chain Management sowie das IT-gestützte Service- und Customer Relationship Management.
Aus dem Bereich Produktentwicklung stehen Product Lifecycle Management-Systeme und daran anknüpfende Prozesse oft im Mittelpunkt. Das umfasst CAx-Systeme, DMS/ECM/EIM-Software, aber auch branchenspezifische Anwendungen für digitale Zwillinge, die virtuelle Inbetriebnahme (VIBN) sowie CPQ-Systeme.
In den Fachmedien wird regelmäßig über Hardware und Infrastruktur berichtet. Die Produkte und Systeme sind meist besonders robuste Industrieprodukte wie Industrie-PCs, Router, Switches und Gateways. Hinzu kommen Aspekte der IT-Sicherheit, Konzepte zur Datenverwaltung wie Data Lakes sowie Cloud und Edge Computing. Auch spezielle Computer-Hardware für die Industrie erscheinen in dieser Rubrik, etwa mobile Barcode-Scanner und andere Wearables für Intralogistik-Aufgaben oder Ex-geschützte Kommunikationsgeräte.
Der neuste Schwerpunkt liegt im Themenfeld Industrie 4.0. Das Fachmedium berichtet über die Arbeiten der Plattform Industrie 4.0 sowie anderer Organisationen und Konsortien, die Fertigungstechnik im Sinn einer Industrie 4.0 weiterentwickeln. Das Medium veröffentlicht Inhalte über neue oder erweiterte Systeme und Produkte, die sich durch ihre Konnektivität auszeichnen. Damit sind häufig Applikationen für das Industrial Internet of Things (IIoT) und Internet of Things (IoT) gemeint, aber auch spezifisch erweiterte Standardsoftware etwa für ERP, MES, PLM. Auch wenig verbreitete und sehr spezielle Produkte sind in dieser Rubrik zu finden, etwa im Bereich Virtual Reality, Augmented Reality, künstliche Intelligenz, generative Fertigung.

## Themenschwerpunkte
Charakteristisch für das Fachmagazin sind die regelmäßig erscheinenden Themenschwerpunkte. In jedem Printmagazin gibt es Flächen zu bestimmten Software-Kategorien, Partner-Ökosystemen, Technologien oder Fachmessen wie der Hannover Messe, SPS oder Automatica. Außerdem veröffentlicht die IT&Production regelmäßig Branchenschwerpunkte aus den Bereichen Maschinen- und Anlagenbau, Automobilindustrie, Chemie & Pharma, Food & Beverage, Kunststoffindustrie und Luft & Raumfahrt. Darüber hinaus finden sich in den Publikation Informationen zu Produktneuheiten, Veranstaltungen sowie aktuelle Nachrichten aus Wirtschaft, Forschung und Transfer.

## Die Kanäle des Mediums
- Das Printmagazin der IT&Production erscheint zehn Mal im Jahr.

Die IVW-geprüfte tatsächlich verbreitete Auflage betrug von Juli 2021 bis Juni 2022 im Durchschnitt 17.675 Stück pro Ausgabe. Mitglieder des Kompetenzfeldes Informationstechnik im VDI erhalten die Zeitschrift im Rahmen ihres Mitgliedsbeitrages als Organzeitschrift.
Im März 2000 erschien die erste Ausgabe der IT&Production.
- In der Reihe 'Wissen Kompakt' erscheinen jährlich Sonderhefte zu den Themen 'Manufacturing Execution Systems', 'Industrial Internet of Things', 'ERP/CRM-Software'. Eine weitere Wissen-Kompakt-Ausgabe 'Künstliche Intelligenz' erscheint nur online.

Die jeweils aktuellen Wissen Kompakt-Publikationen können ganzjährig und kostenfrei als PDF von der Website des Mediums heruntergeladen werden.
- Der 'IT&Production Newsletter' wird beinahe jede Woche des Jahres per E-Mail an die Abonnenten verschickt. Zu lesen sind darin etwa Branchennachrichten, ausgewählte Fachbeiträge und Veranstaltungstipps für Produktionsunternehmen.
- Das Internet-Portal ging ca. im September 2004 online.

Die letzte umfangreiche Erneuerung des Portals war im Jahr 2017. Das nächste Relaunch ist Verlagsangaben zufolge aktuell (Juli 2023) in der Umsetzung. Neben den ausschließlich für die Website verfassten Inhalten dient das Online-Magazin als Wissenarchiv für die Fachartikel aller Printausgaben des Mediums. Das Internet-Angebot umfasst die Rubriken:
- News
- Fachbeiträge
- Anbieter und Produkte
- E-Paper
- Veranstaltungen

## Sonstiges
Die zahlreichen Marktübersichten der IT&Production wurden 2017 in das verlagsweite Produktsuche-Portal I-Need integriert.